# Institut de génie électrique et d'électronique
 (décembre 2011).
L'Institut national d'électronique et de génie électrique IGEE (INELEC) est un établissement public d'enseignement supérieur et de recherche situé à Boumerdès, Algérie.

## Historique
L'Institut national d'électricité et d'électronique (INELEC) est créé en mars 1976 à Boumerdès à la suite d'une convention signée en mars 1974 entre la Société nationale de fabrication et du montage du matériel électrique et électronique (SONELEC) et Éducation Development Center, EDC, Newton, Mass., États-Unis ,. 
L'objectif était de définir en fonction des besoins en ingénieurs et techniciens électriciens et électroniciens exprimés par les principales sociétés nationales du secteur industriel (SONELEC, Sonatrach, Sonelgaz, SNS et SONACOME) les enseignements, les équipements, les locaux et le personnel nécessaires pour former 1000 ingénieurs et 2000 techniciens supérieurs. Le démarrage des cours a été assuré par l'envoi sur site d'enseignants américains. 
Un consortium d'universités et d'entreprises américaines est venu en appui pour la création de l'INELEC, dont : 
• Case Western Reserve University, Cleveland, Ohio. 
• Oklahoma State University, Still Water, Oklahoma. 
• Stevens Institute of Technology. 
• University of Houston, Houston, Texas. 
• University of Missouri-Rolla, Rolla, Missouri. 
• University of Wisconsin Stout, Menomonie, Wisconsin. 
• Wentworth Institute of Technology, Boston, Massachusetts. 
• Massachusetts Institute of Technology, Harvard, Massachusetts. 
• Purdue University, West Lafayette, Indiana. 
Les enseignements devaient se faire en anglais pour permettre le recrutement d'enseignants américains compétents sur un marché non limité par la contrainte linguistique et l'accès des futurs diplômés aux développements technologiques dans le domaine de l'électricité et l'électronique.
Le programme de formation des ingénieurs était de 5 années après le baccalauréat, sur concours et avec une année préparatoire pour les lauréats admis lors du concours.
Celui des techniciens supérieurs, initialement de 4 années après la fin du premier cycle secondaire est passé à deux années et demie en 1980 pour des candidats ayant suivi la classe terminale des lycées.
L'INELEC était placé sous la tutelle du ministère de l'industrie et de l'énergie puis de celui de l'industrie lourde avant de passer sous celle de l'enseignement supérieur en 1998. 
Le programme de formation des enseignants algériens a été lancé dèes mars 1976. Au total plus de 180 candidats ont été recrutés et formés en fonction des besoins de l'institut. La formation aux États-Unis de ces candidats, titulaires d'un diplôme de second cycle universitaire comportait 3 volets, académique (obtention d'un master of sciences ou d'un PhD), expérience pédagogique (cours, séminaires, mise en situation) et enfin expérience industrielle (stages en entreprise).
Les premiers retours de formation ont été enregistrés dès janvier 1978 et ont permis de remplacer les départs de certains  enseignants américains à la fin de la convention avec EDC en juin 1979. L'INELEC a continué son développement en recrutant les enseignants américains qui avaient décidé de signer un contrat direct avec l'institut et en allant recruter d'autres enseignants anglophones notamment en Inde et en Angleterre. L'INELEC a maintenu son lien avec certaines universités américaines telles que Stevens institut of Technology, Wenworth institute et University of Houston, college of Technology. Il a également mis en place une convention d'échanges et de coopération avec l'université de Sheffield en Angleterre de même qu'il a continué son plan de formation d'enseignants, mais en l'élargissant à l'Angleterre et à la France. 
À son intégration à l'université de Boumerdès (UMBB) en 1998, l'INELEC avait un personnel enseignant entièrement algérianisé.
L'INELEC devient le Département de Génie Électrique et Électronique (DGEE) à la Faculté des Sciences de l'Ingénieur (FSI) au sein de l'Université de M'hamed Bougara, Boumerdès (UMBB), tout en gardant l'anglais comme langue de formation.
En 2010, DGEE est promu au rang d'institut. L'IGEE (Institut de Génie Électrique et Électronique) adopte le système LMD, devient indépendant du côté financier, mais reste toujours sous la tutelle de l'UMBB.

## Formation
Ayant adopté le système LMD en 2010, l'IGEE délivre une Licence académique en Génie Électrique et Électronique. Des Masters dans les mentions suivantes sont proposés aux étudiants ayant obtenu une Licence (Sous certaines conditions): Power Engineering (Électrotechnique), Computer Engineering (Ingénierie Informatique), Control Engineering (Automatique) et Communication Engineering (Télécommunications). 

## Modalités d'admission
L'INELEC avait rapidement acquis une réputation d’excellence académique auprès des jeunes bacheliers de telle sorte qu'il attirait de très bons candidats, élevant dé facto la qualité des enseignements et des diplômes délivrés. 
Le recrutement des bachelier se fait principalement sur une base de classement selon la moyenne obtenue à l'examen national du Baccalauréat. En effet, l'institut est ouvert aux bacheliers des filières SE (Sciences Expérimentales), M (Mathématiques) et TM (Techniques Mathématiques) ayant obtenu une moyenne calculée (Mathématiques + Physique + moyenne générale / 3) supérieure ou égale à 14; Un classement est alors organisé, l'institut ne recrute en moyenne que 400 étudiants par promotion.